# Голо Брдо (Ковилово)
Голо Брдо (Ковилово) је видиковац у НП Ђердап, удаљен око километар од пута Доњи Милановац—Мајданпек преко Омана, са кога се пружа поглед на Доњомилановачку котлину, дужине преко 25km. 
У котлини Дунав је најшири (2,25km). Шири предео назива се Ковилово, а коту на 358 м.н.в. на којој се налази видиковац мештани зову Голо Брдо, због слабе вегетације условљене присуством ултрабазичних стена - перидотита. Ковилово је станиште жуте хајдучице, жутог равна, ендемичне врсте са врло ограниченим распрострањењем. Ободом ливаде, на врло стрмом терену, простире се шума (200—360 м.н.в.).